# Point-to-Point Protocol
Point-to-Point Protocol（ポイントトゥポイントプロトコル、略称PPP）は、2点間を接続してデータ通信を行うための通信プロトコルである。

## 概要
PPPはSLIP (Serial Line Internet Protocol) の後継として1992年に規定されたが、現在は1994年に規定された版 (RFC 1661) が使われている。PPPはSLIPと異なり、TCP/IP以外の通信プロトコル（NetBEUI、AppleTalkなど）とも接続できるように設計されているのが特長である。
ダイヤルアップPPPは、PPPにダイヤル発信や着信の機能を追加したものであり、遠隔地から電話回線を通じてネットワークにコンピュータを接続するためのプロトコルとして一般に広く利用されてきた。初期のIIJによる実装「iij-ppp」が有名である。
PPPの通信はリンク制御プロトコル (LCP, Link Control Protocol) とネットワーク制御プロトコル (NCP, Network Control Protocol) の2つの通信プロトコルを使用している。LCPによってパスワード認証プロトコル (PAP, Password Authentication Protocol) やCHAP (Challenge-Handshake Authentication Protocol) を使ってユーザ認証を行ってリンクを確立した後、NCPがそれぞれの通信プロトコルに必要な設定や認証を行って接続を確立する。
シリアル通信の回線を利用する。
複数のPPP回線を束ねることによりスループットの向上を図ることがあり、マルチリンクPPPと呼ばれる。ISDNやPHSなどで使われる。
イーサネット上でPPPによるセッションを確立する方法としてPPPoE（次節参照）、ATM上での同様の方法としてPPPoA (PPP over ATM) がある。

## PPPoE
PPPoE、PPPOE (Point-to-point protocol over Ethernet) は、イーサネットフレーム上にPPPをカプセル化する通信プロトコルである。RFC 2516によって定義される。主にDSLやCATV、FTTH等でのインターネット接続サービスでのブリッジ接続用に利用される。
イーサネットではPPPoEを使わなくても、IPパケットを直接扱うことができる。あえてPPPoEを使うのは、PPPが持つユーザ認証などの機能を使うためである。代償としてMTU減少をはじめとするオーバーヘッドが発生する。